# Lošinj - uvala Krivica
Lošinj - uvala Krivica este o arie protejată (sit de importanță comunitară — SCI) din Croația întinsă pe o suprafață de 11,56 ha, integral marine.

## Localizare
Centrul sitului Lošinj - uvala Krivica este situat la coordonatele 44°29′54″N 14°29′39″E / 44.498237°N 14.494053°E.

## Înființare
Situl Lošinj - uvala Krivica a fost declarat sit de importanță comunitară în iulie 2013 pentru a proteja un număr necunoscut de specii din flora spontană și fauna sălbatică aflate în arealul zonei.

## Biodiversitate
Situată în ecoregiunea marină mediteraneană, aria protejată conține 1 habitat natural: Golfuri mici largi și golfuri puțin adânci.
La baza desemnării sitului se află un număr nedeclarat de specii protejate.